# Río Negro (Chili)
Río Negro is een gemeente in de Chileense provincie Osorno in de regio Los Lagos. Río Negro telde 14.085 inwoners in 2017.